# Emile Puttaert
Emile Puttaert, né le 20 février 1829 à Bruxelles et mort le 6 septembre 1901 à Aywaille, est un peintre, graveur et illustrateur belge.

## Biographie

### Famille
François Emile Puttaert, né le 20 février 1829 à Bruxelles, est le fils de Henri Puttaert (né en 1800 dans la même ville, marchand), et d'Anne Catherine Dehaeseleer (née en 1801 à Anderlecht), mariés à Bruxelles en 1828. Domicilié à Etterbeek, il épouse à Bruxelles, le 17 septembre 1881, Marie Anne Lucie D'Ours, née en 1853.

### Formation
Emile Puttaert est étudiant à l'Académie royale des beaux-arts de Bruxelles, où il se destine à la gravure sur bois, avant de se diriger vers l'aquarelle, formé par le peintre Paul Lauters. Encore élève à l'École royale de gravure, il expose une gravure et un dessin au Salon de Bruxelles de 1848.

### Carrière
Emile Puttaert est membre de la Société royale belge des aquarellistes. Il y expose à partir de 1864 ; ses débuts favorablement remarqués lui permettent de former plusieurs aquarellistes à Bruxelles. Il devient secrétaire de la Société. En raison de ses connaissances, il est également membre effectif de la Société d'archéologie de Bruxelles à partir de 1889.
Ses talents d'illustrateur lui valent de devenir dessinateur pour la maison d'éditions Bruylant à Bruxelles. Il abandonne dès lors la peinture à l'huile au profit de l'illustration. De 1860 à 1890, il parcourt la Belgique afin de croquer les sites pittoresques ruraux et urbains. 
Emile Puttaert, toujours domicilié à Etterbeek, meurt inopinément, à l'âge de 72 ans, à Aywaille, le 6 septembre 1901. Ses funérailles ont lieu trois jours plus tard à l'église paroissiale de Etterbeek, commune où il est inhumé,.

## Œuvre

### Caractéristiques
Peintre de vues de ville et de paysages, Emile Puttaert exerce essentiellement son art en qualité d'illustrateur. Il collabore aux albums La Belgique illustrée, Bruxelles à travers les âges (1884), Anvers à travers les âges (1886), de même qu'aux revues L'Illustration européenne, et le Patriote illustré. Les vues de sites disparus depuis lors constituent un fonds documentaire et patrimonial de valeur,,.

### Illustrations deBruxelles à travers les âges(1884)

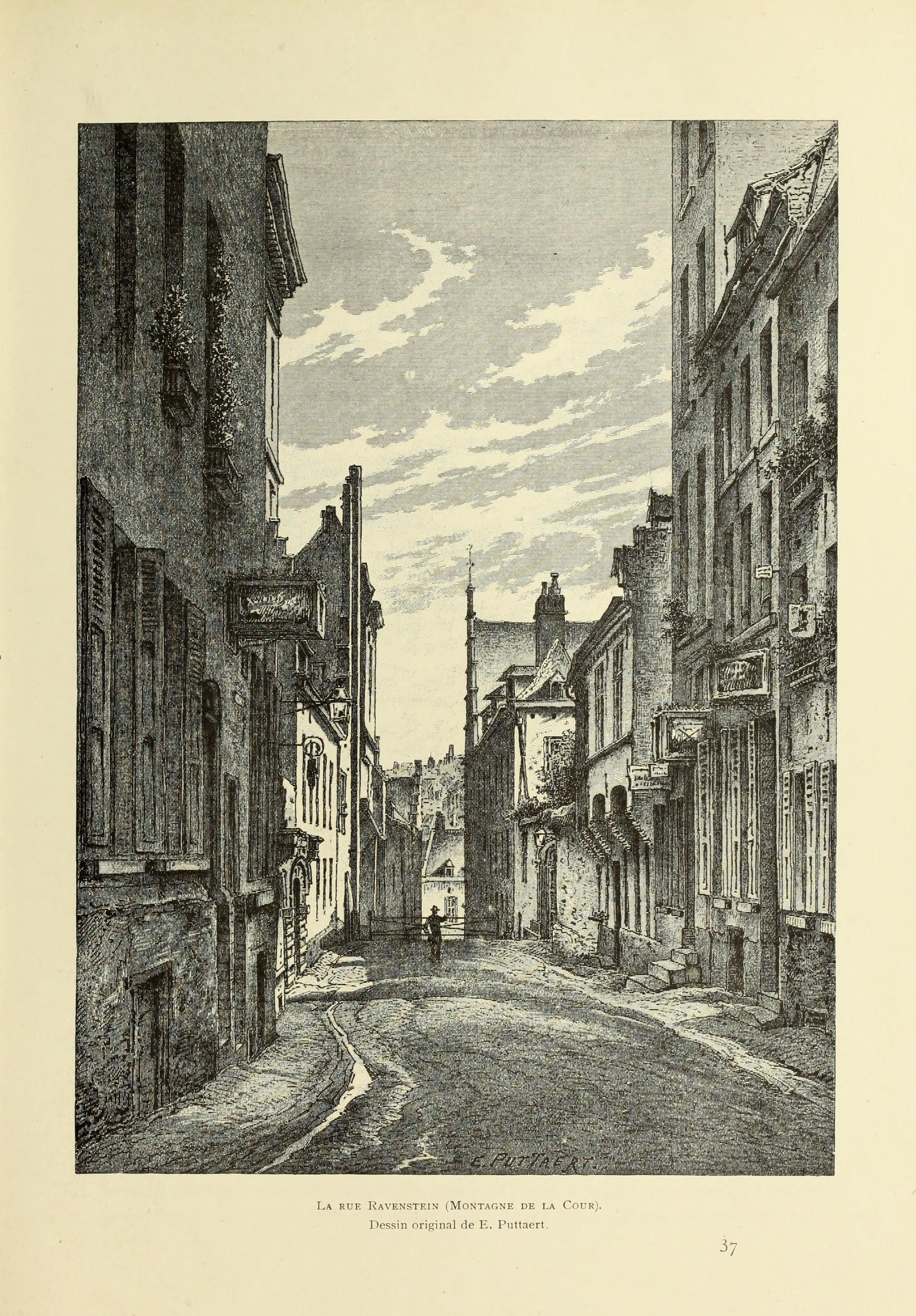
La rue Ravenstein, Montagne de la cour.
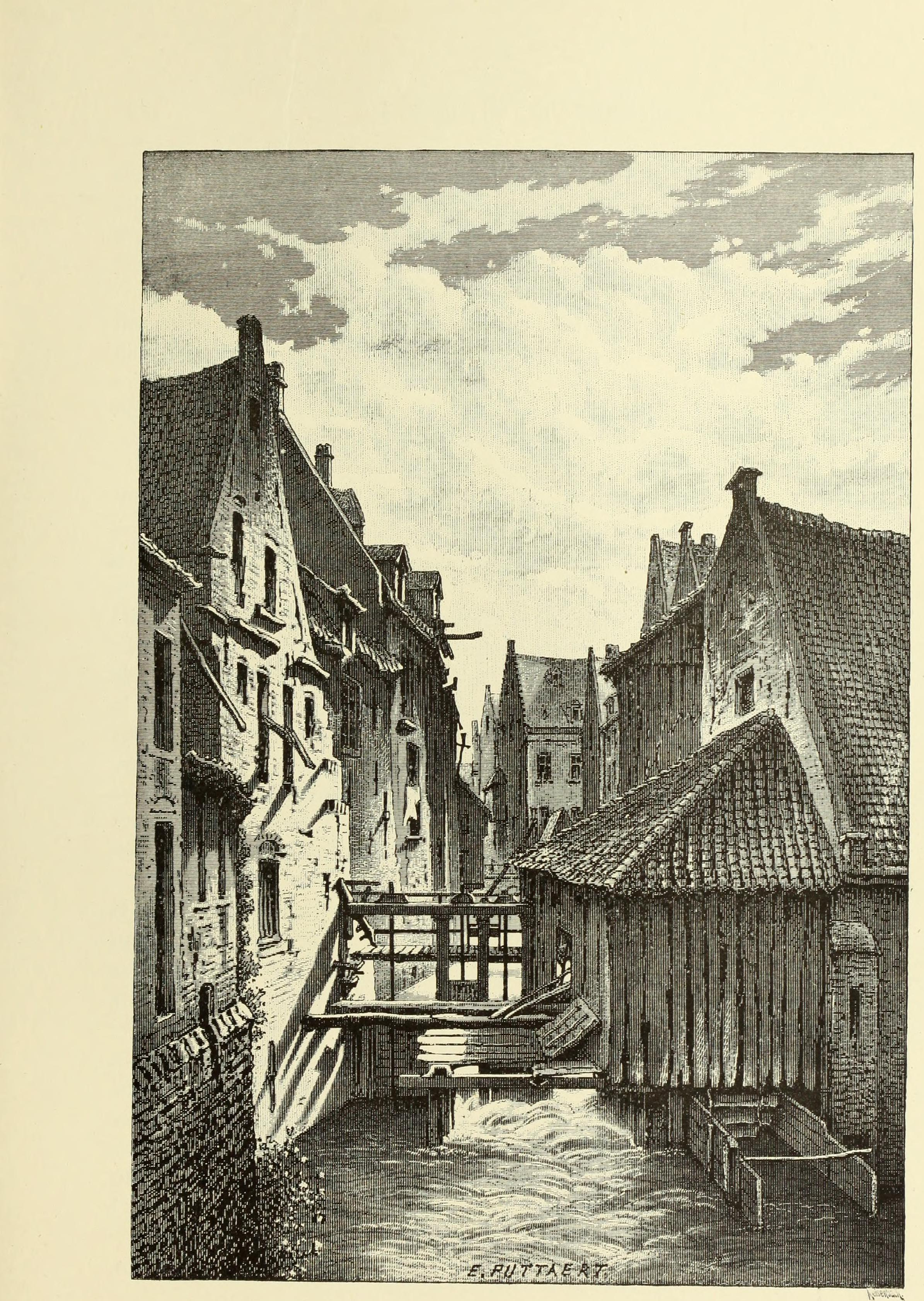
L'église et le bassin Sainte-Catherine.
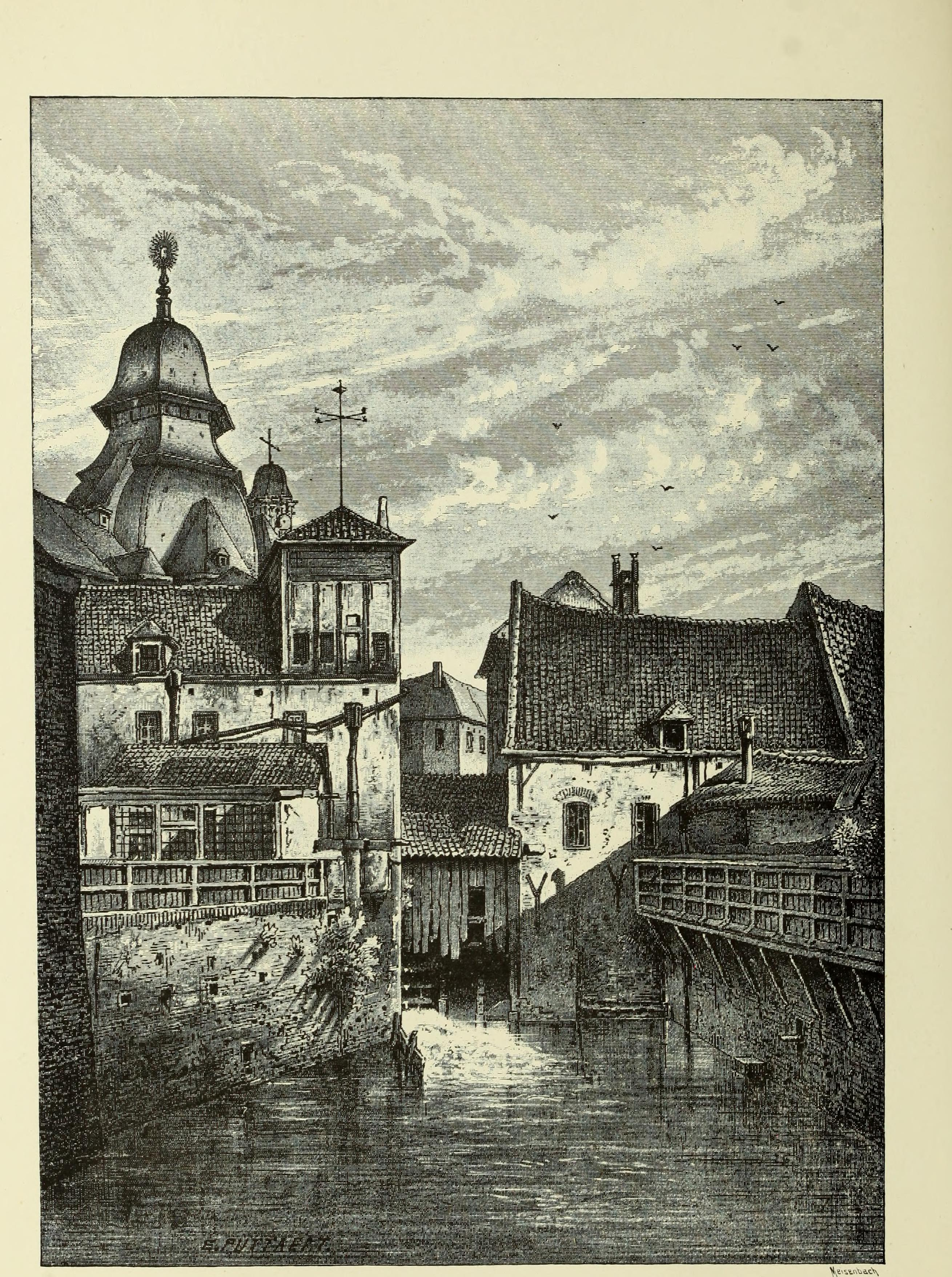
La rue des Sœurs noires.
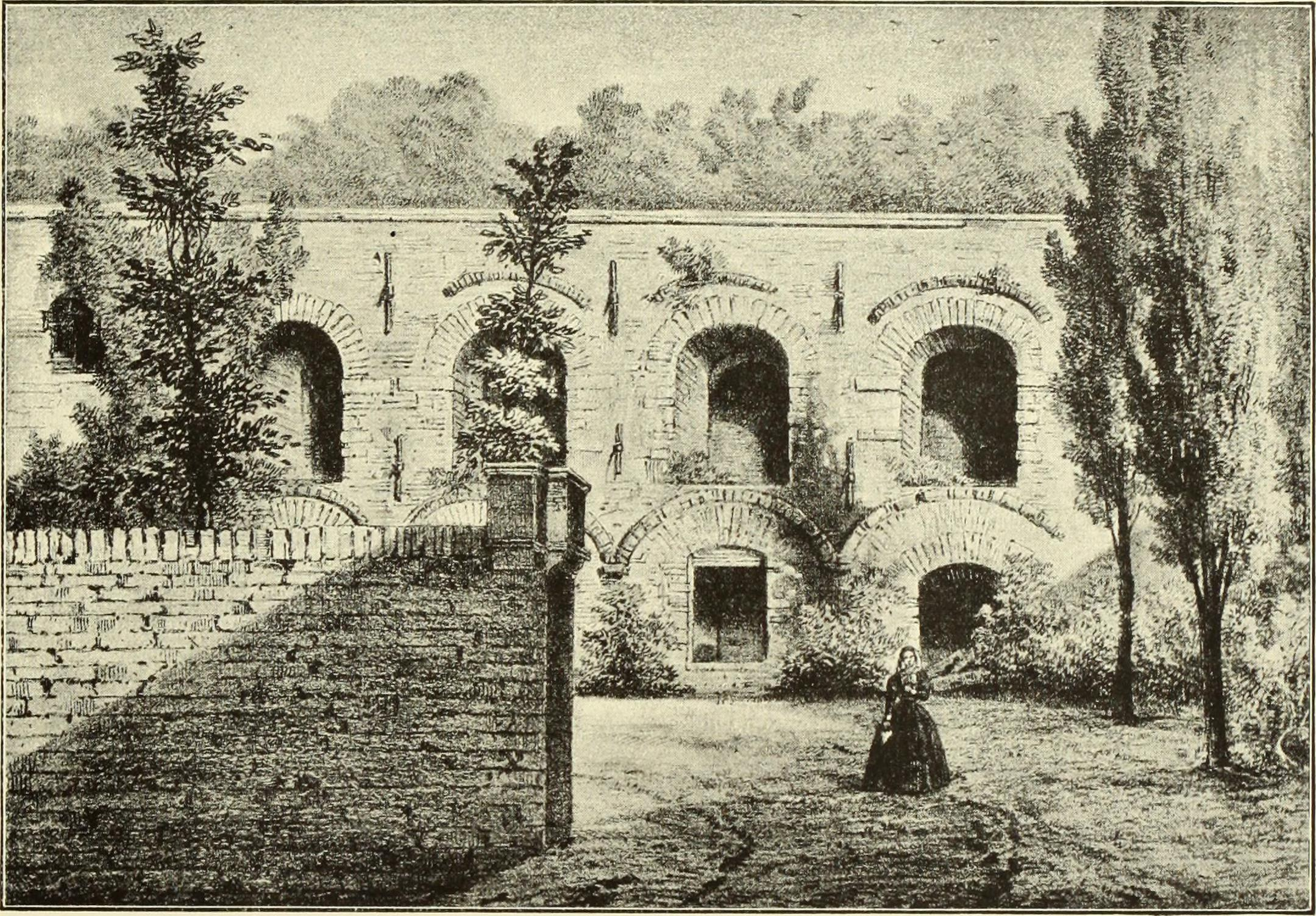
Ancien couvent de Berlaimont, ruines des remparts .

### Expositions

#### Expositions triennales belges
- Salon de Bruxelles de 1848 : Cadre contenant une gravure et un dessin[4].
- Salon de Bruxelles de 1851 : un dessin à la plume et une gravure sur bois[8].
- Salon de Bruxelles de 1854 : Forêt (pastel) et Paysage (lithographie)[9].
- Salon de Bruxelles de 1857 : Souvenir des bords de la Meuse (pastel), Le Soir (lithographie) et Paysage (gravure sur bois d'après Paul Lauters)[10].
- Salon de Bruxelles de 1860 : trois aquarelles : Sortie de forêt des environs de Bruxelles, soir d'automne, Ruisseau dans la prairie, matinée de printemps et Souvenir des bords de la Meuse[11].
- Salon d'Anvers de 1861 : Effet du matin, sortie du bois et Effet du soir, ruisseau dans la prairie (aquarelle)[12].
- Salon de Bruxelles de 1863 : Forêt de Saint-Hubert, Luxembourg, Chute d'eau (aquarelles) et Le Pic du Gers (lithographie d'après Paul Lauters)[13].
- Salon de Bruxelles de 1866 : Andenne (fusain), Environs de Bruxelles et Bois de Laroche (aquarelles)[14].
- Salon de Bruxelles de 1869 : des aquarelles[15].
- Salon de Bruxelles de 1872 : Groenendael et La Senne aux environs de Bruxelles (trois aquarelles)[16].
- Salon de Bruxelles de 1875 : Étude d'après nature, Anderlecht et La Campine à Poppel[17].
- Salon de Bruxelles de 1881 : Forêt de Soignes, coucher du soleil et Château de Ciergnon, domaine royal (aquarelles)[18].

#### Expositions de la Société royale belge des aquarellistes
- Exposition VIe de 1864 : La Pluie, Boitsfort[19].
- Exposition VIIe de 1865 : Études de forêts[20].
- Exposition VIIIe de 1866 : quatre dessins, dont Forêt d'Herbeumont et Cascade[21].
- Exposition IXe de 1867 : Intérieur de forêt (dessin)[22].
- Exposition Xe de 1868 : Bois de Lorcé (Amblève)[23]
- Exposition XIe de 1870 : Intérieur de forêt avec effet de soleil couchant[24].
- Exposition XIIIe de 1872[25].
- Exposition XIVe de 1873 : Vue prise aux environs de Gand et Fragment des ruines de l'abbaye de Villers[26]
- Exposition XVe de 1874[27].
- Exposition XVIe de 1875 : Après l'orage[28].
- Exposition XIXe de 1878 : Étang à Hoeylaert[29].
- Exposition XXIIe de 1882 : Tumulus à Koningsheim (Limbourg)[30].
- Exposition XXIIIe de 1883[31].
- Exposition XXIVe de 1884 : Tour d'asile à Sichem (Brabant)[32].
- Exposition XXVIIe de 1887 : Auderghem, Hiver[33].
- Exposition XXVIIIe de 1888 : Vue de Nuremberg et Rue royale extérieure[34].
- Exposition XXIXe de 1889 : Intérieur d'église[35].
- Exposition XXXe de 1889-1890 : À Hoeylaert, acquise par le gouvernement, et Au Bois[36].
- Exposition XXXIIe de 1891[37].
- Exposition XXXVe de 1894[38].
- Exposition XXXVIIe de 1896 : Étang du Rouge-Cloître à Auderghem[39].
- Exposition XXXIXe de 1898 [40].

#### Autre exposition belge
- Exposition des Beaux-Arts à La Louvière (1893) : L'Ourthe à Durbuy[41].

### Collections muséales
La veuve de Emile Puttaert lègue plus de 500 dessins concernant la Belgique aux Musées des arts décoratifs et industriels, une partie de ses dessins représentant la capitale à la ville de Bruxelles et de nombreuses lithographies au cabinet des estampes de la bibliothèque royale. 
Le Musée royal des Beaux-Arts d'Anvers conserve La Lys aux environs de Gand (1870, inventaire no 1822/17).